# Lipasa
Una lipasa és un tipus d'enzim acil-ester hidrolasa que catalitza la hidròlisi dels triglicèrids en àcids grassos lliures i glicerol. Aquests enzims són produïts per diversos organismes com ara animals, plantes i microorganismes. En els humans, es troba a les secrecions pancreàtiques i a l'estómac i participa en la digestió i el metabolisme dels greixos.
Tenen diverses aplicacions com ara en la fabricació de detergents, cosmètica, perfumeria, i en la indústria alimentària com ara en els productes làctics (llet i formatges), en la indústria del pa, en els productes carnis i en greixos i olis. La seva importància es dona gràcies a la seva estabilitat en solvents orgànics, la gran varietat de substrats, la seva selectivitat, l'habilitat de catalitzar reaccions sense addicionar cofactors i son fàcilment produïdes i actives en condicions ambientals.

## Classificació i nomenclatura enzimàtica
Existeix un codi enzimàtic per a cada tipus d'enzim (número EC), basat en les reaccions químiques que catalitzen. La nomenclatura enzimàtica de la lipasa pot variar depenent del seu origen i classificació, però els tres primers dígits són els mateixos i només variarà l'últim (EC 3.1.1.X). La lipasa pancreàtica humana (triacilglicerol lipasa) és la següent nomenclatura, EC 3.1.1.3. Aquesta classificació es regeix segons el següent criteri:
- Tipus de reacció que catalitzen (classe): pertany al grup de les hidrolases (classe 3) ja que catalitza reaccions d'hidròlisi, és a dir, de degradació mitjançant aigua com a reactiu.
- Tipus d'enllaç que hidrolitzen (subclasse): enllaços èster (subclasse 1) indica que l'enzim catalitza la hidròlisi d'enllaços èster.
- Naturalesa del centre actiu (sub-subclasse): èster carboxílic (sub-subclasse 1): indica que l'enzim catalitza la hidròlisi d'enllaços èster entre alcohols i àcids carboxílics.[6]
- Número de sèrie que s'atorga a l'enzim: l'últim dígit varia segons l'enzim específic i el seu tipus de substrat.

## Funció
La digestió dels lípids és un procés complex que ocorre en la cavitat bucal, gàstrica i intestinal de l'ésser humà. El 90 per cent de la ingesta de lípids està constituït per triacilglicerols de cadena llarga. Només el 10 per cent correspon a àcids grassos de cadena mitjana. L'organisme humà dona un tractament molt diferent dels triacilglicerols amb àcids grassos de cadena llarga i els de cadena mitjana. El procés d'hidròlisi dels triacilglicerols requereix la participació de diverses lipases i de cofactors, hormones i sals biliars que són necessaris per a l'activitat específica de cadascuna d'elles. Durant la digestió, s'encarreguen de disgregar els lípids dels aliments al llarg de tracte digestiu per permetre'n la seva absorció (lipasa gàstrica). També és cabdal en la hidròlisi dels triacilglicerols a l'exterior del teixit adipós per permetre l'entrada dels àcids grassos a l'interior del teixit i poder-los acumular com a reserva.
La digestió dels triacilglicerols de cadena llarga per les lipases resulta incompleta i tendeixen a quedar β-monoglicèrids (glicerol + àcid gras en posició β) a part dels àcids grassos lliures. Després de l'acció de les lipases segueixen essent insolubles i necessiten l'ajuda de sals biliars i lectines per poder formar micel·les i travessar la capa d'aigua. En canvi, els triacilglicerols de cadena mitjana poden difondre's a través de la capa d'aigua no agitada i ingressar a l'enteròcit com a triacilglicerols transformant-se posteriorment en àcids grassos gràcies a l'acció de les lipases. La resta són sotmesos a l'acció de lipases, però la seva digestió és més completa que en els triacilglicerols de cadena llarga i queda molt poca quantitat de β monoglicèrids. Els àcids i els β-monoglicèrids resultants de l'acció de les lipases no requereixen micel·les per entrar a l'enteròcit, sinó que difonen.
Després de l'actuació de la lipasa salival comença a actuar la lipasa gàstrica, i entre les dues contribueixen al 15 per cent de la digestió de lípids, deixant així el 85 per cent per la lipasa pancreàtica, per tant, això mostra que la lipasa salival i la gàstrica són prescindibles.
S'ha descrit que les característiques estructurals i catalítiques de la lipasa gàstrica, que és secretada per la mucosa d'aquest òrgan, són similars a la de la lipasa salival i en general es considera ambdós enzims com una sola unitat estructural i hidrolítica. El destí metabòlic dels àcids grassos alliberats per la lipasa salival-gàstrica en l'estómac dependrà de la mida de la cadena hidrocarbonada. Els àcids grassos de cadena curta (C4-C10) i que són solubles en el contingut gàstric, seran absorbits en aquest òrgan, essent transportats, units a l'albúmina a través de la sang per les venes tributàries de la vena porta i llavors a través d'aquesta quasi exclusivament al fetge, on seran utilitzats principalment amb fins energètics. Això significa que els triacilglicerols que contenen àcids grassos de cadena curta en la posició sn-3, constituiran una aportació energètica de molt ràpida disposició metabòlica després de l'activitat de la lipasa salival-gàstrica. Aquest enzim ja s'activa en el nounat i es considera que té un rol molt important en la desestructuració del glòbul gras làctic per facilitar l'acció hidrolítica de la lipasa làctica. Els altres productes de la hidròlisi; àcids grassos lliures C12 o més, sn-1 i sn-2 diglicèrids i una proporció de sn-2 monoglicèrids, continuaran el seu trànsit cap a la primera porció de l'intestí prim on es produirà un canvi del pH i s'enfrontaran a les accions hidrolítiques dels enzims lipasa pancreàtica i carboxil èster hidrolasa, també d'origen pancreàtic.
Quan el cos necessita utilitzar lípids de reserva com a combustible —per exemple, per fer exercici en llevar-se, quan les reserves de glicogen són baixes— la lipoproteinlipasa (LPL) estimulada hormonalment per glucagó i epinefrina catalitza la hidròlisi de triacilglicerols del teixit adipós per obtenir-ne àcids grassos.
Aquest enzim també catalitza una àmplia varietat de reaccions de síntesi com ara l'esterificació o la transesterificació. Aquestes reaccions es donen en condicions termodinàmicament favorables, és a dir, a baixa activitat d'aigua. També son capaces d'expressar altres activitats com ara fosfolipases, lisofosfolipasa, colesterol esterasa, cutinasa o activitats amidasa.

## Estructura

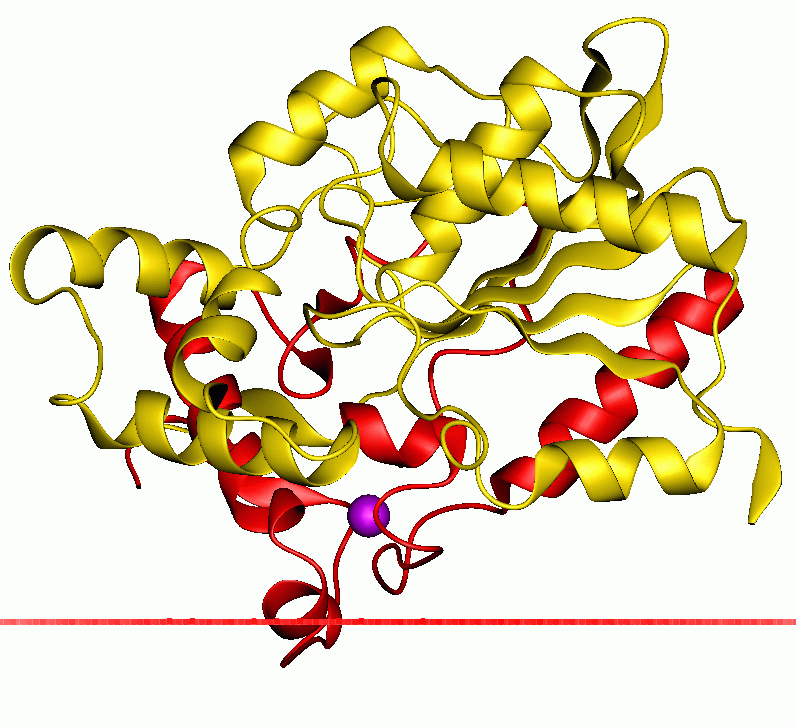
Estructura d'una lipasa bacteriana

Aquest enzim està present en molts tipus d'organismes. Es coneixen unes cent estructures tridimensionals de lipases.
Tot i les seves diferències en l'estructura primària, tots els tipus de lipases tenen una similitud en l'estructura tridimensional que és el plec α/β hidrolasa, i tenen unes característiques catalítiques idèntiques. Aquest plec consisteix en un eix central, on hi trobem les 8 fulles β. Les fulles β3 fins β8 estan unides per les hèlix α. El nombre de fulles β i les posicions espacials de les hèlix α difereixen entre els diferents tipus de lipasa. Aquest enzim també es caracteritza per la presència de ponts disulfur el qual dona estabilitat i son importants per l'activitat catalítica.

## Mecanisme catalític
El seu centre actiu consisteix en una triada catalítica formada per els aminoàcids Ser-His-Asp/Glu. En el plec α/β hidrolasa, la serina està localitzada després de la fulla β5 i abans de la següent hèlix α. L’aspartat o glutamat es troba després de la fulla β7 i la histidina es localitza després de la fulla β8.
La hidròlisi del substrat es dona en dos passos. El mecanisme comença amb una reacció d’acilació (A). Consisteix en la transferència d’un protó entre els residus d’aspartat, histidina i serina, provocant l’activació del grup hidroxil de la serina. Com a conseqüència, el residu hidroxil de la serina ataca el grup carbonil del substrat. Es forma així el primer intermedi tetraèdric (B) amb càrrega negativa a l’oxigen del grup carbonil. L'oxoanió estabilitza la distribució de càrrega i redueix l’energia estatal de l’intermedi tetraèdric formant almenys dos enllaços d’hidrogen (C). Aleshores, es produeix el pas desacetil·lació (D), on un nucleòfil ataca l’enzim, alliberant el producte i regenerant l’enzim. Aquest nucleòfil pot ser aigua en el cas de la hidròlisi o un alcohol en el cas de l’alcohòlisi.

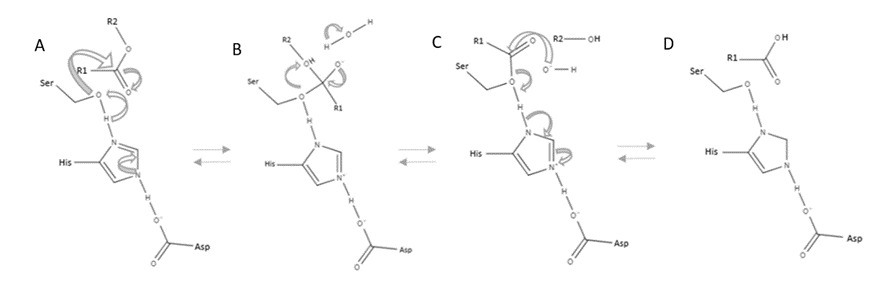
Mecanisme catalític de la lipasa